# 惠普尔陨石坑

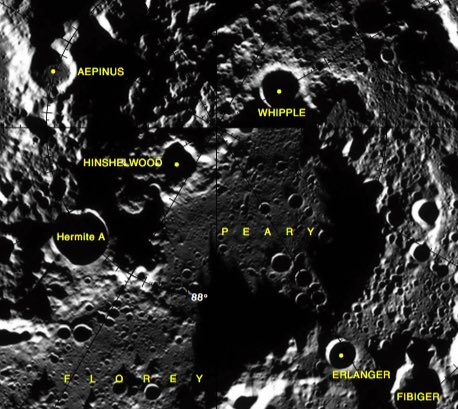
惠普尔陨石坑的周边，LAC-1 区域图。

惠普尔陨石坑（Whipple）是位于月球背面北极附近的一座小撞击坑，其名称取自美国著名天文学家弗雷德·劳伦斯·惠普尔（1906年－2004年），2009年4月17日被国际天文学联合会正式接受
。

## 描述
该陨坑位于突出的伯德环形山和皮里环形山东侧，并部分覆盖在皮里环形山的坑壁上。该陨坑中心月面坐标为89°08′N 120°01′E / 89.14°N 120.02°E，直径14.53公里，深约2.34公里。
惠普尔陨石坑外观接近圆状，环绕着一圈狭窄陡直的坑壁，几乎未受到明显的撞击磨损。由于靠近月球北极，其坑底从未被太阳照亮过，因此，进入坑内的原子和分子挥发物，如水和汞将会被极端寒冷的低温环境所困住。此外，惠普尔陨石坑的雷达回波呈现出较高的同形圆极化比值（CPR）特征，这反映了坑底可能存在一层厚度至少有2米的相对纯净的水冰，这些冰层是饮用水以及构成火箭推进剂液态氧和液态氢（LH2/LO2）的潜在来源。
惠普尔陨石坑的北侧壁紧挨着一片阳光普照的宽阔高地，与该陨坑形成鲜明反差的是，该高原在全月球年中，80%的时间都处于阳光照射之下，几乎接近「永昼峰」。基于这一原因，就月表而言，高地表面的温度已相当高，平均达到-50°C（±10°C）。惠普尔陨石坑的低温坑底与相邻高温高原的组合，在月球北极区是独一无二的。

## 另请参阅
- Andersson, L. E.; Whitaker, E. A. . NASA RP-1097. 1982.
- Blue, Jennifer. . USGS. 2007-07-25  [2007-08-05]. （原始内容存档于2013-02-13）.
- Bussey, B.; Spudis, P. . New York: Cambridge University Press. 2004. ISBN 978-0-521-81528-4.
- Cocks, Elijah E.; Cocks, Josiah C. . Tudor Publishers. 1995. ISBN 978-0-936389-27-1.
- McDowell, Jonathan. . Jonathan's Space Report. 2007-07-15  [2007-10-24]. （原始内容存档于2012-05-26）.
- Menzel, D. H.; Minnaert, M.; Levin, B.; Dollfus, A.; Bell, B. . Space Science Reviews. 1971, 12 (2): 136–186. Bibcode:1971SSRv...12..136M. doi:10.1007/BF00171763.
- Moore, Patrick. . Sterling Publishing Co. 2001. ISBN 978-0-304-35469-6.
- Price, Fred W. . Cambridge University Press. 1988. ISBN 978-0-521-33500-3.
- Rükl, Antonín. . Kalmbach Books. 1990. ISBN 978-0-913135-17-4.
- Webb, Rev. T. W.  6th revised. Dover. 1962. ISBN 978-0-486-20917-3.
- Whitaker, Ewen A. . Cambridge University Press. 1999. ISBN 978-0-521-62248-6.
- Wlasuk, Peter T. . Springer. 2000. ISBN 978-1-85233-193-1.